# Сінт-Естатіус
Сінт-Естатіус (острів святого Євстахія) — острів у Карибському морі у складі Навітряних островів (архіпелаг Малі Антильські острови) за 27 км на південний схід від острова Саба. На сході по морю межує з Сент-Кітс і Невіс.
Після 10 жовтня 2010 року спеціальний муніципалітет Нідерландів унаслідок розпаду колишньої автономної території Нідерландські Антильські острови.
Площа — 21 км². Завдовжки 8 та завширшки 3 км.

## Рельєф
Рельєф острова типовий для островів регіону. У його основі давно згаслий вулкан, чиї конуси легко проглядаються як головні орієнтири острова — двоголова гора Маунт-Мазінґа (600 м) на південному-сході та узгір'я Сіґнал-Гілл (близько 240 м) на півночі. Узбережжя острова майже зовсім скелясте, скелі спадають аж до берегової лінії, тому гарних пляжів на острові обмаль. Центральну частину острова займає маленька рівнина, у місці виходу якої лежить єдине місто острова та його адміністративний центр — Ораньєстад.
Значна частина території острова посушлива, а розмаїття рослинності обмежується ледь десятком видів, але на схилах і в кратері Маунт-Мазінґа, які збирають досить опадів, буяє справжній тропічний ліс (де самих орхідей аж 18 видів), населений 25-ма видами птахів, зміями, ящірками та деревними жабами (поряд із інтродукованими козами, коровами та ослами).

## Історія

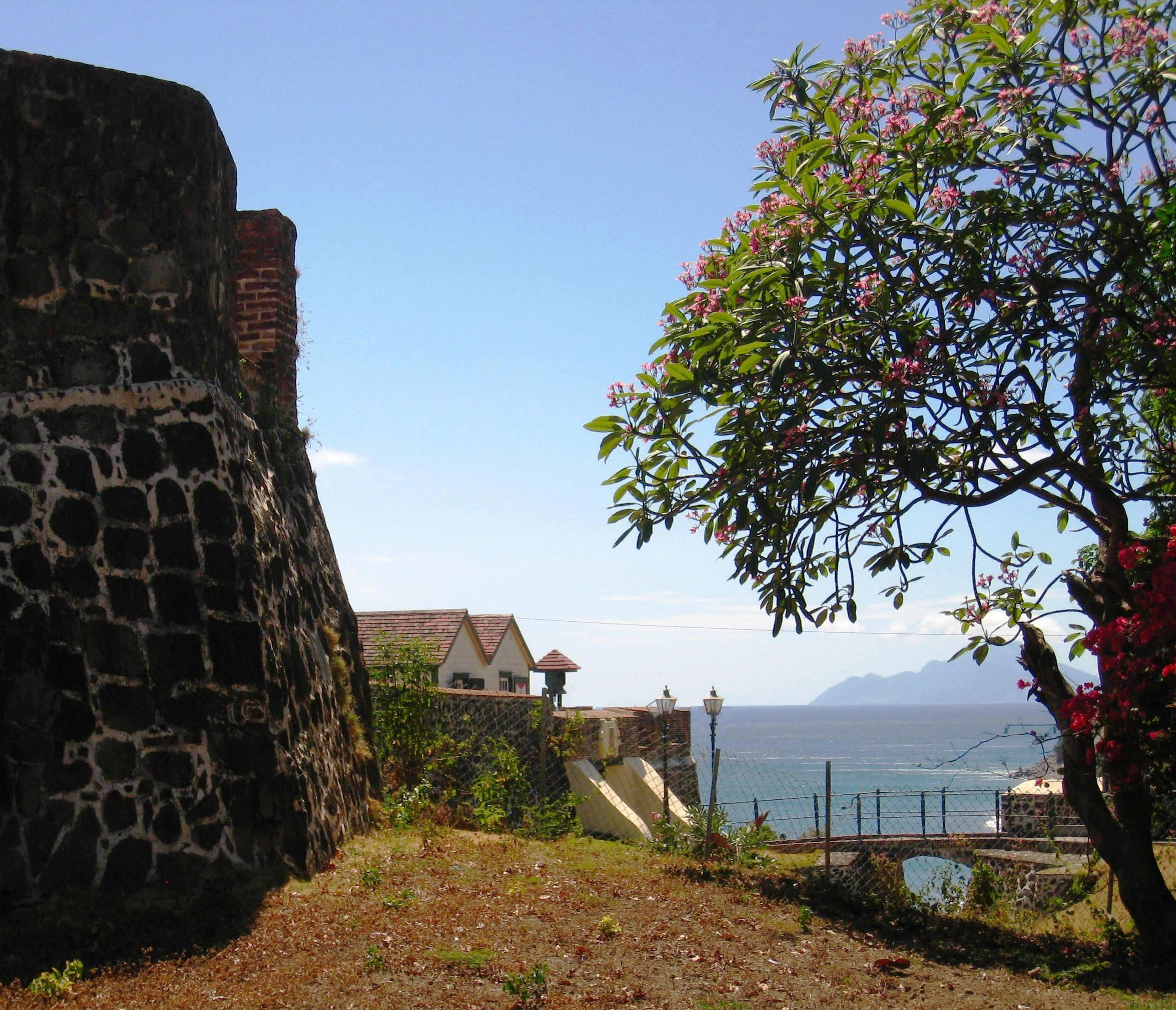
Форт Оранж

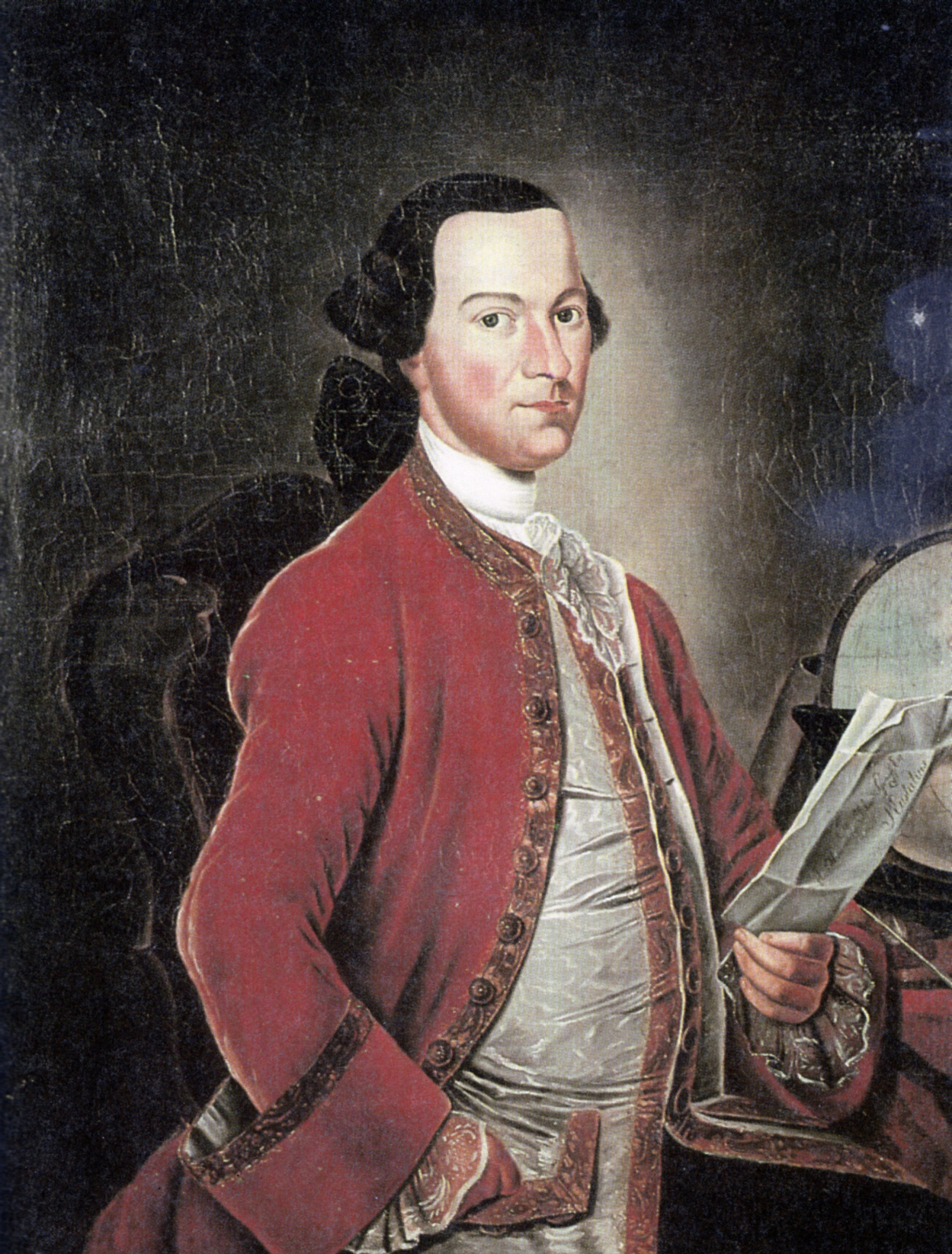
Йоханес де Грааф

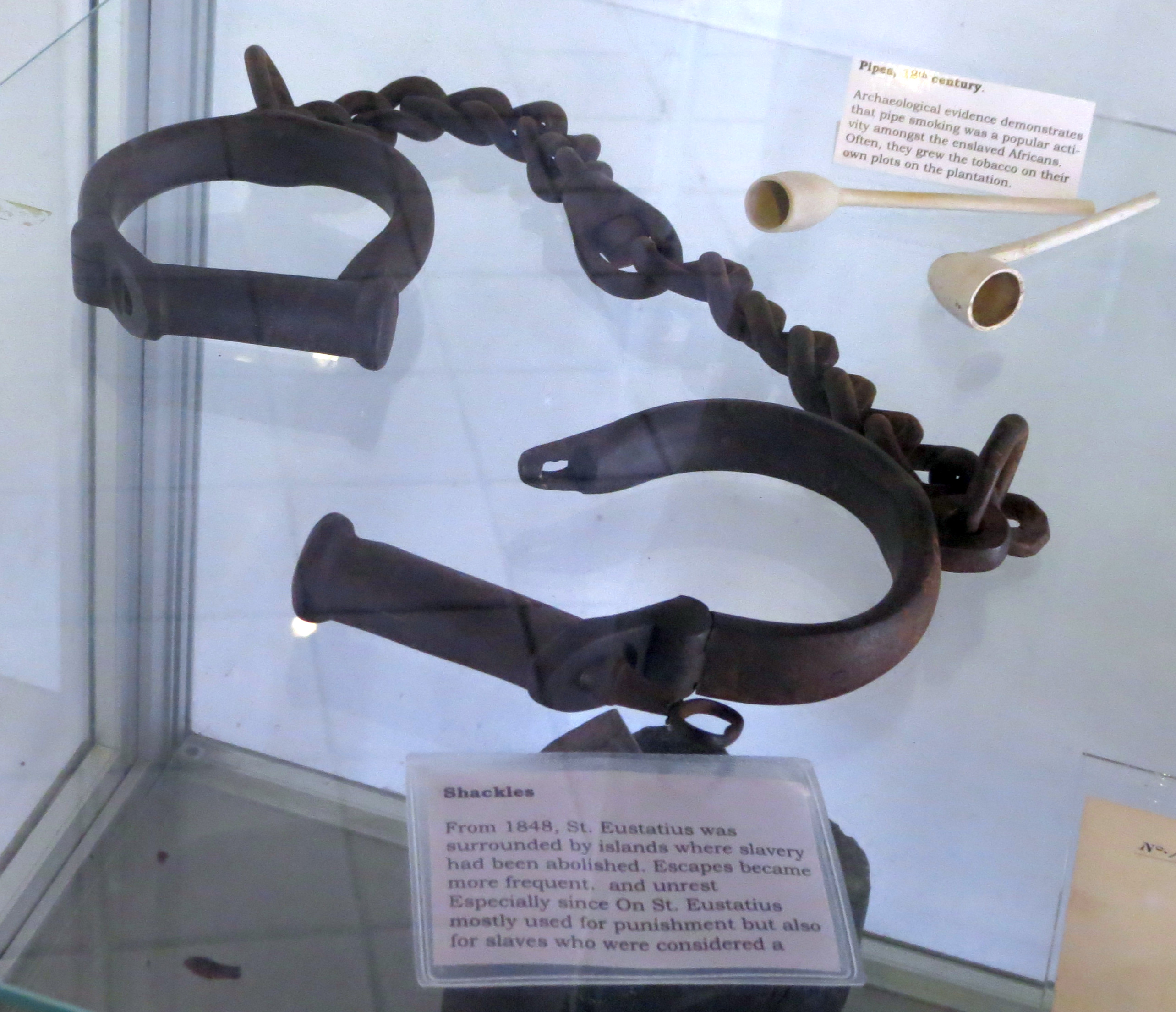
Наручники для рабів, які запобігали втечам на звільнений від рабства Сент-Кітс

Жодна з європейських держав не змогла заснувати тут постійного поселення аж до 1636 року, коли голландці, після перемоги над французами, заснували на місці фундамента французького форту перше укріплене поселення. Згодом острів 22 рази переходив із рук в руки.
Протягом XVII—XVIII ст. острів був квітучим портом, загальновідомим під назвою «Золота скеля».
У 1776 році під час американської війни за незалежність, голландці поставляли Сінт-Естатіус слугував портом через який поставлялася зброя американцям. 16 листопада 1776 року, капітан Ісайя Робінсон з 14-гарматного американського бригантини «Ендрю Доріа» сповістив про прибуття 13-гарматним залпом — по одній гарматі для кожного із тринадцяти американських штатів. Губернатор Йоханнес де Граафф відповів 11-гарматним салютом із форту Оранж. Це було перше міжнародне визнання американської незалежності. При собі вони мали копію Декларації незалежності, яка була представлена губернатору Де Грааффу. 27 лютого 1939 року до Сінт-Естатіуса прибув президент США Франклін Делано Рузвельт, щоб засвідчити важливість перший салюту. На форті Оранж була встановлена латунна меморіальна дошка на якій засвідчується значення тієї події.
У 1954 році Сінт-Естатіус став частиною Нідерландських Антильських островів. На референдумі 8 квітня 2005 року 77 % виборців голосували за те щоб залишитися у складі Нідерландських Антильських островів і лише 21 % голосували за більш тісні зв'язки з Нідерландами. Проте Сінт-Естатіос лишився єдиною територією яка проголосувала за збереження колишнього статусу. врешті-решт у жовтні 2010 року було вирішено надати Сінт-Естатіусу статус особливого муніципалітету королівства Нідерландів разом з Бонайре та Сабою. 
2 лютого 2018 р. держсекретар внутрішніх справ Королівства Раймонд Кнопс подав законопроєкт на розгляд до Острівного Комітету щодо місцевої ради  яка фактично не виконує свої обов'язки і зловживаючи владою розкрадає фінансування та дискримінує місцеве населення. У законопроєкті зазначалося про розпуск ради Сінт-Естатіуса.  Законопроєкт було розглянуто 6 лютого 2018 р. обома палатами держав і прийнято одноголосно. Після цього рада була розпущена, депутати звільнені а губернатора Джуліана Вудлі було позбавлено посади. 7 лютого був призначений комісар уряду Марколіно Франко, та його заступник Мервін Стеггенс. які зобов'язалися відновити порядок на острові.

## Економіка
Головна стаття доходів Сінт-Естатіуса — туризм.

## Населення

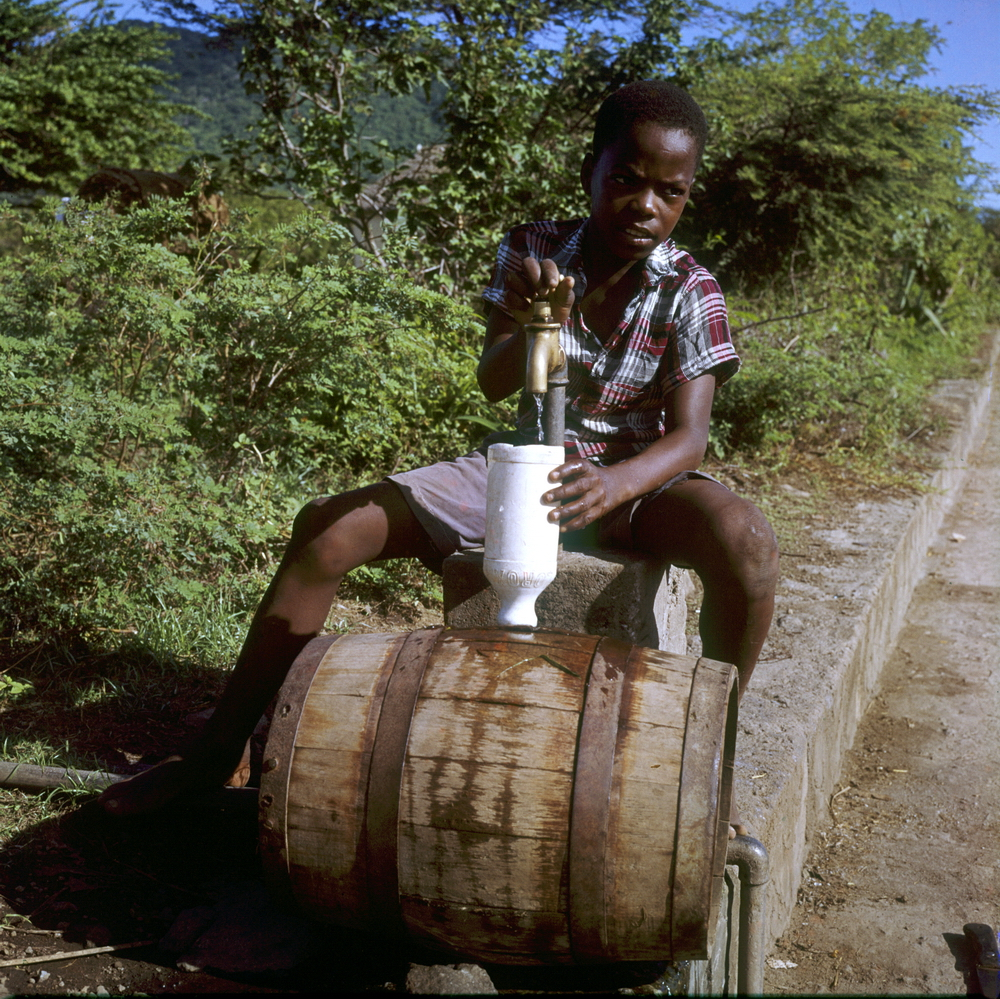
Місцевий житель
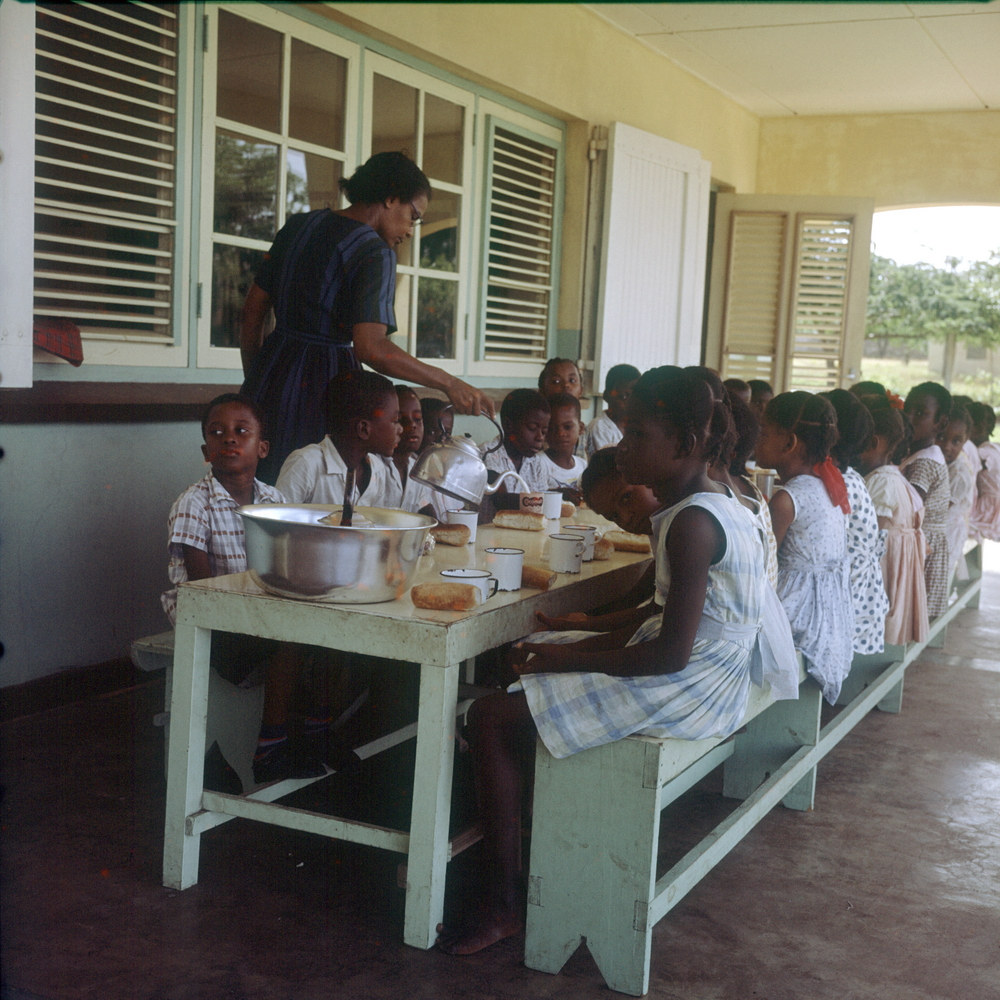
Школа

За віросповіданням 27 % населення — методисти, 25 % — римо-католики, 21 % — адвентисти сьомого дня.

## Галерея

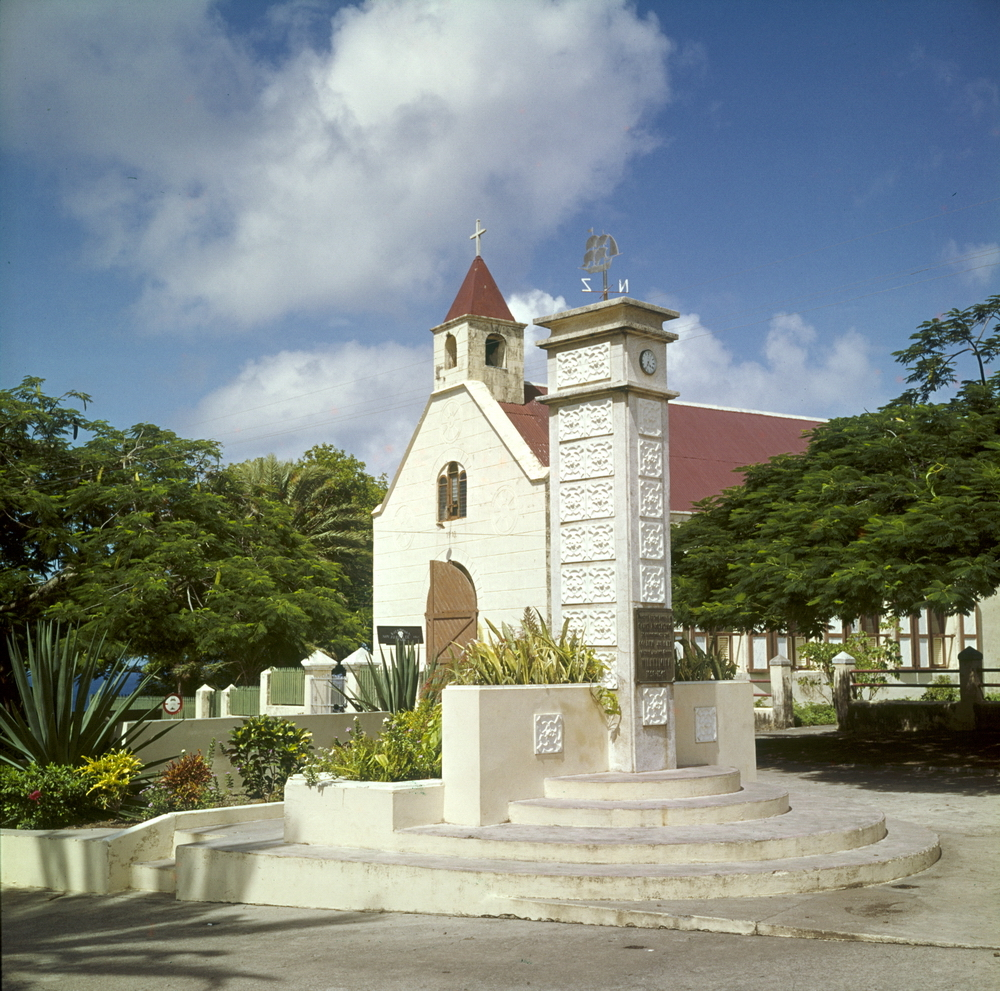
Церква
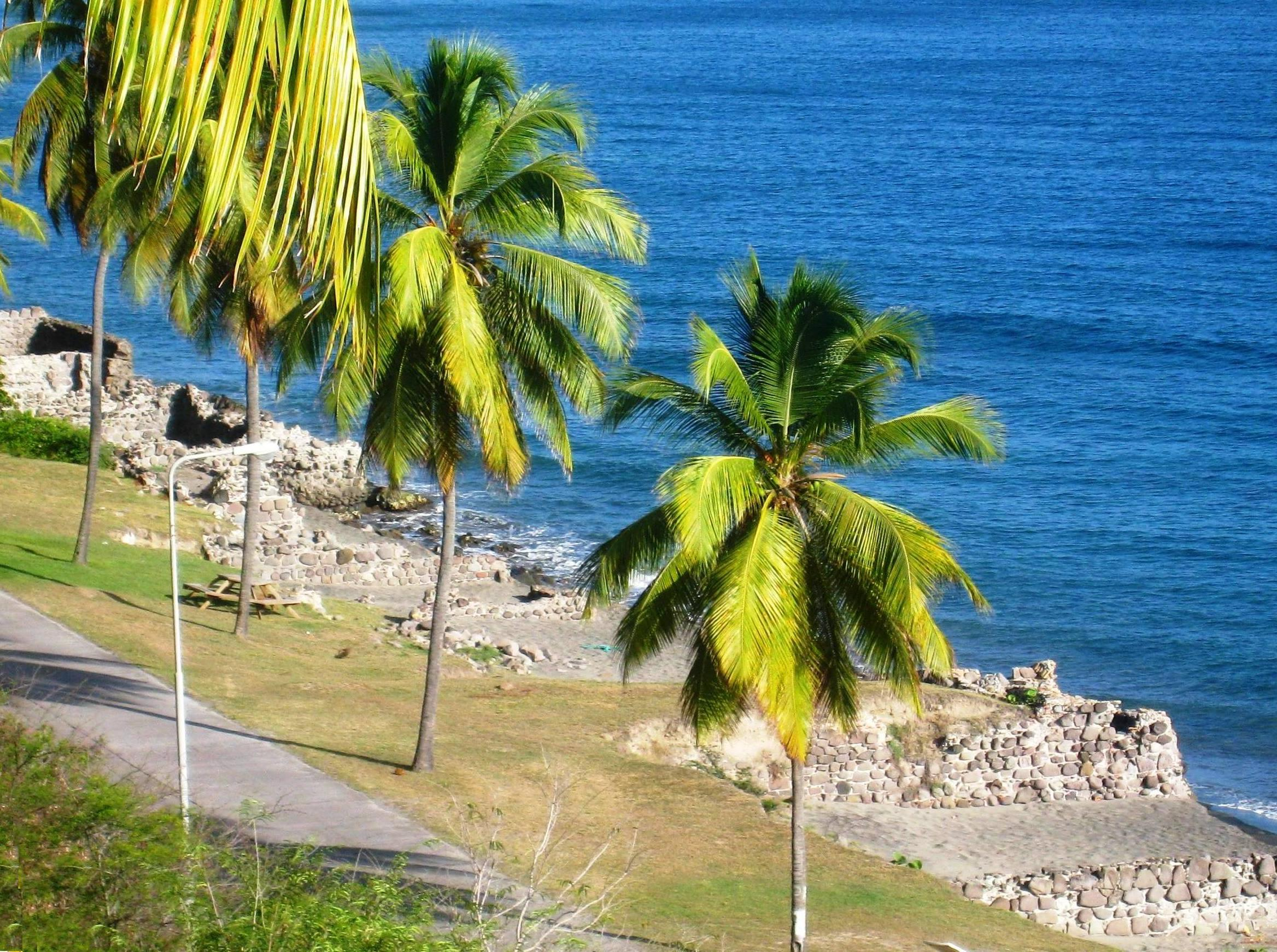
Набережна
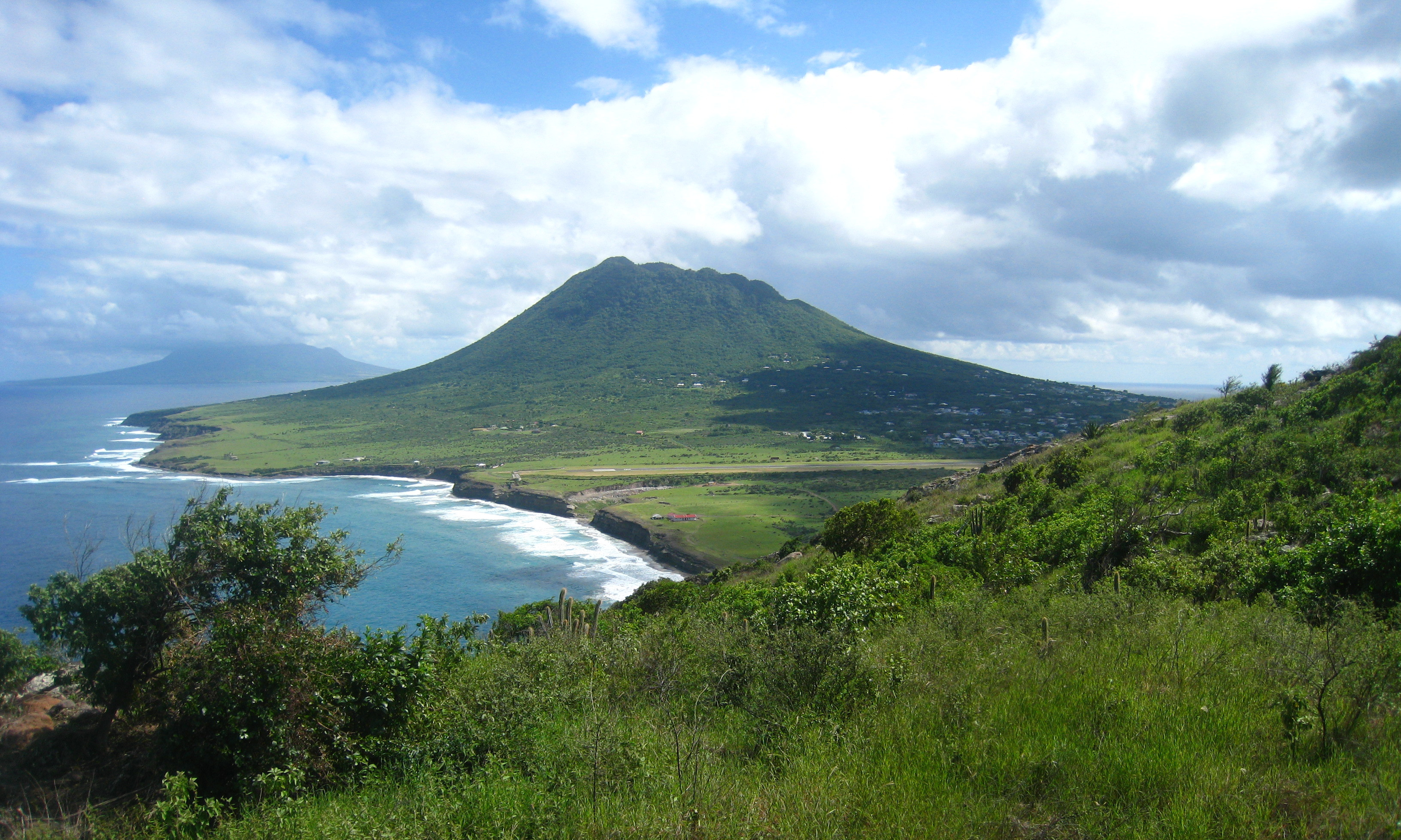
Вулкан
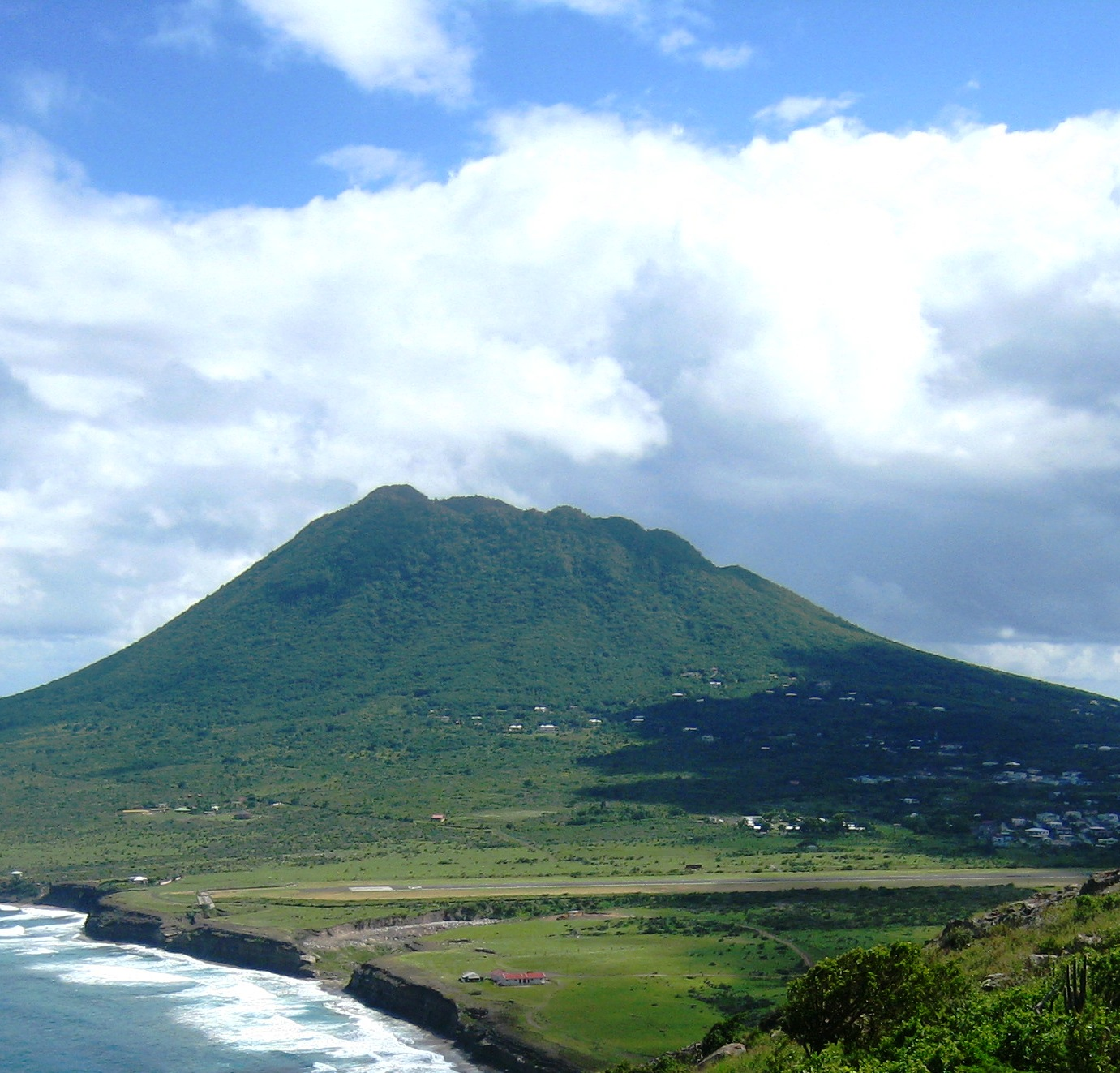
Аеропорт розташований біля вулкану
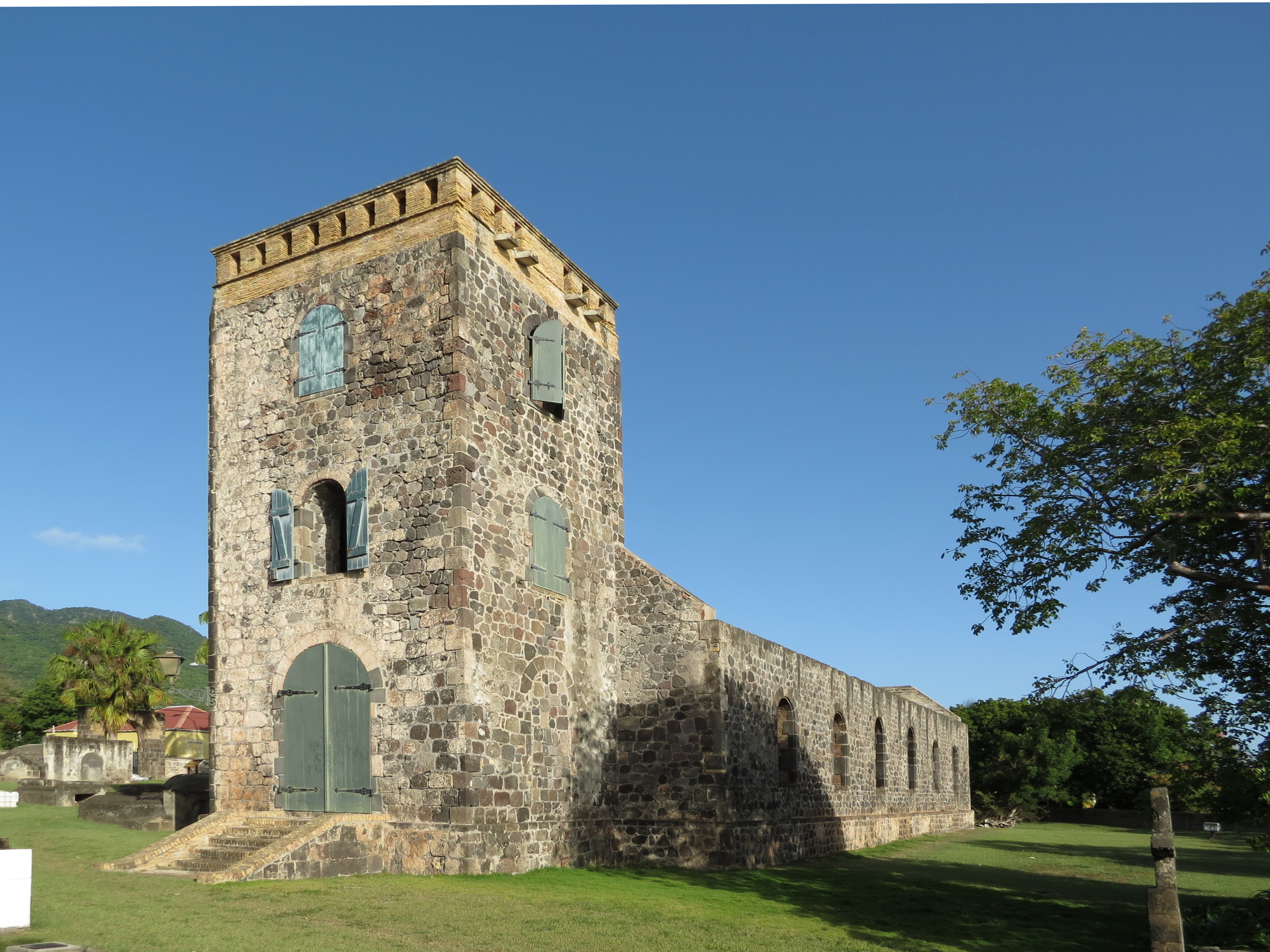
Руїни реформаторської церкви
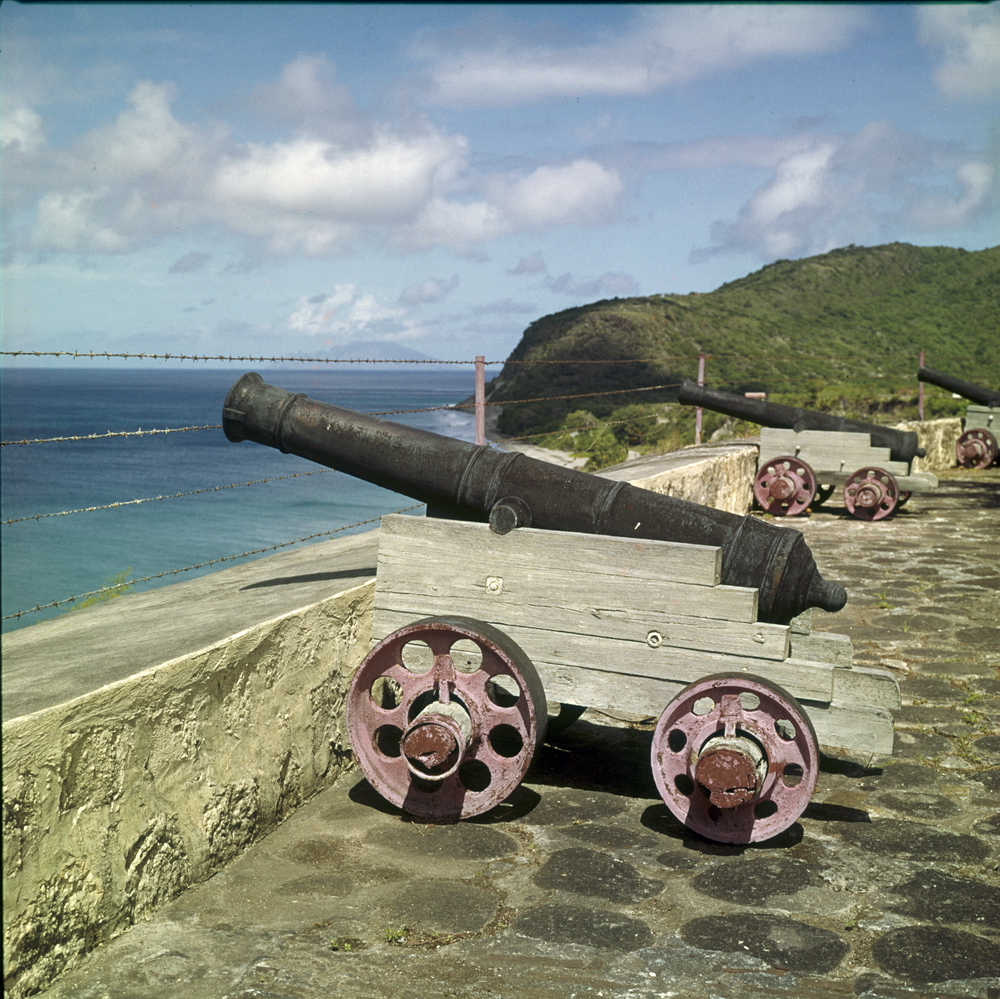
Форт Оранж
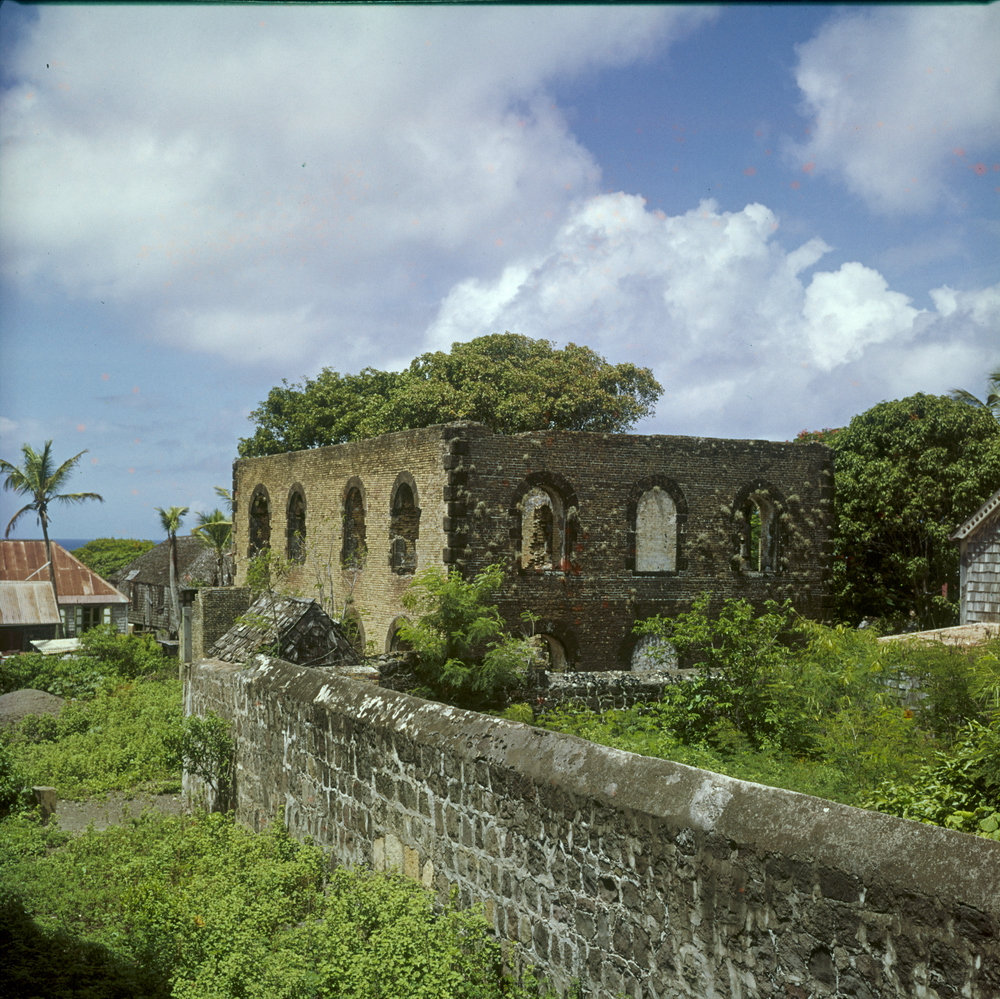
Руїни синагоги